# Brian Minto
Brian Minto (ur. 27 stycznia 1975 w Butler) – amerykański bokser wagi ciężkiej.

## Kariera amatorska
Brian Minto stoczył 18 walk amatorskich, z których 15 wygrał, a 3 przegrał. Na zawodowstwo przeszedł w 2002 roku.

## Kariera zawodowa
27 listopada 2002 Brian Minto zadebiutował w boksie zawodowym. W swojej pierwszej walce pokonał w 2 rundzie przez techniczny nokaut Leroya Loscara.
23 kwietnia 2004 Minto pokonał w 8 rundzie Jeremy’ego Batesa, zdobywając wakujący pas Mistrza Wirginii Zachodniej.
17 marca 2007 Brian Minto przegrał jednogłośnie na punkty, po 12 rundach, z Luanem Krasniqi. Stawką pojedynku był interkontynentalny pas federacji WBO.
5 grudnia 2009 w walce rankingowej z Chrisem Arreolą, poniósł porażkę w 4 rundzie przez techniczny nokaut.
1 maja 2010 Brian Minto stoczył walkę w kategorii junior ciężkiej, o tytuł mistrza świata federacji WBO z Marco Huckiem. Pojedynek został przerwany przez trenera Amerykanina, z powodu przewagi Hucka.
29 października 2010 Minto wygrał swój drugi pojedynek w kategorii junior ciężkiej, pokonując Pierre’a Karama i zdobywając jednocześnie pas WBC Continental Americas
28 stycznia 2012 po ponad rocznej przerwie Brian Minto ponownie stoczył walkę w kategorii ciężkiej. W 3 rundzie, przez techniczny nokaut poniósł porażkę z Tonym Grano.
18 sierpnia 2012 Brian Minto pokonał w 4 rundzie, przez techniczny nokaut Mike’a Shepparda, zdobywając wakujący pas NABA.
15 czerwca 2013 Minto wystąpił w walce wieczoru na gali w Bydgoszczy, gdzie uległ jednogłośnie na punkty Arturowi Szpilce, stosunkiem 98:93, 98:92 oraz 100:90. Stawką pojedynku był tymczasowy pas WBC Baltic.
5 lipca 2014 w Manukau przegrał przed czasem w sódmej rundzie w dziesięciorundowym pojedynku z Nowozelandczykiem Josephem Parkerem.

28 marca 2015 wziął udział w turnieju Super 8 w wadze junior ciężkiej w nowozelandzkiem Christchurch.  Rozpoczął  rywalizację  od zwycięstwa w drugiej rundzie z Nowozelandczykiem Montym Filimaeą (10-12-1, 6 KO), w półfinale wypunktował na dystansie trzech rund Australijczyka Daniel Ammanna (30-9-1, 6 KO). Przegrywając w finale z reprezentant gospodarzy Israelem Asesanyą (3-1, 1 KO).
12 sierpnia 2015 w Londynie przegrał przez nokaut w trzeciej rundzie z Anglikiem Dillianem Whytem (16-0, 13 KO)